# Gregory Schaken
Gregory Schaken (* 23. Februar 1989 in Rotterdam) ist ein ehemaliger niederländischer Fußballspieler. Seit Sommer 2010 ist er ohne Verein.

## Karriere
Schaken spielten in mehreren Jugendvereinen, darunter Ajax Amsterdam, ehe er in den Nachwuchsbereich des FC Utrecht stieß. Zur Spielzeit 2007/08 wurde er in den Profikader des FCU aufgenommen. Auf sein Debüt musste der Jungspieler schließlich bis April 2008 warten. Bei der 1:3-Niederlage gegen Feyenoord Rotterdam wurde er während des Spiels eingewechselt. Bis zum Saisonende kam Schaken auf zwei weitere Einsätze. Im Folgejahr kam er zu mehr Partien im Profiteam, gehörte aber meist noch dem Kader der Reservemannschaft an.
Im Sommer 2010 wechselte er zu Telstar in die Jupiler League und ist seit Sommer 2010 vereinslos.